# Miaoxin
Miaoxin (chiń. 妙信, pinyin Miàoxìn; kor. 묘신 Myosin; jap. Myōshin; wiet. Diệu Tín; ur. IX wiek) – mniszka chan ze szkoły guiyang. Według dzisiejszych standardów byłaby mistrzynią zen.

## Życiorys
Niewiele wiadomo o jej życiu. Była uczennicą spadkobiercy Dharmy mistrza chan Guishana Lingyou – Yangshana Huiji. Jest to o tyle ciekawe, że uczennicą Guishana była słynna mniszka Liu Tiemo. Yangshan mógł znać osobiście Liu, a na pewno słyszał z jakim szacunkiem wyrażał się jego mistrz o swojej uczennicy. Dlatego nie zawahał się przyjąć do grona swoich uczniów również kobiety – Miaoxin.
Zasłynęła oświeceniem siedemnastu mnichów jednocześnie.
Pewnego razu Miaoxin pracowała w budynku administracji klasztoru, gdy przybyło siedemnastu pielgrzymujących mnichów, którzy pragnęli zobaczyć się z mistrzem Yangshanem. Chcieli się wspiąć na górę od razu, jednak było zbyt późno, więc postanowili spędzić noc w budynku administracji. W nocy zaczęli dyskusję o słynnej historii Szóstego Patriarchy o wietrze i fladze. Cała siedemnastka mnichów wygłosiła własne komentarze, jednak wszystkie były nietrafne. Miaoxin, która siedział za ścianą, podsłuchała ich dyskusję i powiedziała: „Co za szkoda, że siedemnaście osłów zniszczyło wiele par sandałów na pielgrzymce i wciąż nie mogą nawet marzyć o Dharmie Buddy”. Chwilę później służący Miaoxin powiedział im jej odpowiedź na ich dyskusję, ale żaden z nich nie poczuł się tym rozczarowany lub urażony. Wręcz przeciwnie, byli zawstydzeni swoim brakiem osiągnięć na Drodze. Uporządkowali swoje szaty, zapalili kadzidełko, pokłonili się i poprosili o naukę. Miaoxin powiedziała: „Podejdźcie bliżej”. Ale zanim zdołali uczynić jeden krok, krzyknęła: „Wiatr się nie porusza, flaga się nie porusza, umysł się nie porusza!”.
Wszyscy zostali jej uczniami i nawet nie zobaczyli się z Yangshanem.
Dōgen w zakończył swój tekst o niej „Raihaitokuzui” słowami: „Powinna być czczona, poważana i szanowana tak jak wszyscy Buddowie i tathagatowie. To jest dawna praktyka Drogi Buddy. Ci, którzy nie wiedzą tego, powinni być bardzo żałowani”.

## Linia przekazu Dharmy zen
Pierwsza liczba oznacza liczbę pokoleń mistrzów od 1 Patriarchy indyjskiego Mahakaśjapy.
Druga liczba oznacza liczbę pokoleń od 28/1 Bodhidharmy, 28 Patriarchy Indii i 1 Patriarchy Chin.
Trzecia liczba oznacza początek nowej linii przekazu w danym kraju.
- 36/9. Baizhang Huaihai (720–814)
  - 37/10. Guishan Lingyou (771–853) szkoła guiyang
    - 38/11. Lingyun Zhiqin (bd)
    - 38/11. Liu Tiemo (bd) mistrzyni chan
    - 38/11. Jingzhao Mihu (bd)
    - 38/11. Jiufeng Zihui (bd)
    - 38/11. Shuanfeng (bd)
    - 38/11. Xiangyan Zhixian (zm. 898)
      - 39/12. Hudou (bd)
      - 39/12. Guang książę

    - 38/11. Yangshan Huiji (814–890)
      - 39/12/1. Miaoxin (bd) mistrzyni chan
      - 39/12/1. Sunji (bd) Korea; wprowadził szkołę guiyang do Silli
      - 39/12. Nanta Guangyong (850–938)
        - 40/13. Bajiao Huiqing (bd) koreański mistrz działający w Chinach
          - 41/14. Xingyang Qingrang (bd)